# Wanessa Jankowa
Wanessa Jankowa (* 20. März 2001) ist eine bulgarische Sprinterin, die sich auf den 400-Meter-Lauf spezialisiert hat.

## Sportliche Laufbahn
Erste internationale Erfahrungen sammelte Wanessa Jankowa im Jahr 2021, als sie bei den Balkan-Meisterschaften in Smederevo in 55,47 s den achten Platz im 400-Meter-Lauf belegte. 
2021 wurde Jankowa bulgarische Hallenmeisterin im 400-Meter-Lauf.

## Persönliche Bestleistungen
- 400 Meter: 55,47 s, 26. Juni 2021 in Smederevo
  - 400 Meter (Halle): 56,40 s, 6. Februar 2021 in Sofia